# الیزابت فورستر-نیچه
ترزه الیزابت الکساندرا فورستر-نیچه (به آلمانی: Therese Elisabeth Alexandra Förster-Nietzsche) (۱۰ ژوئیه ۱۸۴۶ – ۸ نوامبر ۱۹۳۵) که از نام دوم خویش استفاده می‌کرد، خواهر فیلسوف معروف آلمانی فریدریش نیچه و همچنین بنیانگذار بایگانی نیچه بود.
فورستر-نیچه دو سال از برادر کوچکتر بود. پدر آنها کشیشی لوتری در دهکدهٔ روکن بای لوتسن Röcken bei Lützen آلمان بود. این دو خواهر و برادر دوران کودکی و سالیان ابتدایی بزرگسالی را با یکدیگر گذراندند. با این حال، ازدواج الیزابت در سال ۱۸۸۵ با برنارد فورستر میان آنها جدایی افکند. فورستر که پیش از آن به تدریس در دبیرستان‌ها مشغول بود، در آن زمان یک یهودستیز و ملی‌گرای آلمانی برجسته به‌شمار می‌رفت.
الیزابت در دوران زوال مغزی نیچه، در جایگاه سرپرست برادرش به عنوان مسئول و ویراستار دست‌نوشته‌های او شناخته شد. او نوشته‌های چاپ‌نشدهٔ نیچه را به منظور مطابقت با ایدئولوژی شخصی خود بازنویسی کرد، به گونه‌ای که اغلب در تضادی آشکار با عقاید شناخته‌شدهٔ نیچه در باب ضدیت با یهودستیزی و ملی‌گرایی قرار می‌گرفتند. با جرح و تعدیل‌های صورت‌گرفته از سوی الیزابت، نام نیچه به نظامی‌گری آلمان و نازیسم پیوند خورد؛ هر چند پس از آن پژوهشگران متعددی در قرن بیستم اشتباه بودن چنین برداشتی از اندیشه‌های نیچه را به اثبات رساندند.

## نوئوا گرمانیا[۱]

رهبر ارکستر آمریکایی دیوید وودارد به همراه مردم محلی مکس و فریتز شویکارت و سگشان تامی، نوئوا گرمانیا، ۲۰۰۴.

برنارد فورستر در نظر داشت که یک «سکونتگاه آریایی خالص» در دنیای نو بنا نهد، از همین رو مکانی را در پاراگوئه یافته بود که تصور می‌کرد برای این منظور مناسب است. برنارد و همسرش الیزابت چهارده خانوادهٔ آلمانی دیگر را نیز متقاعد کردند تا در این کلونی که به همین مناسبت «نوئِوا گرمانیا» خوانده می‌شد، به آنها بپیوندند. این گروه ۱۵ فوریهٔ ۱۸۸۷ آلمان را به مقصد آمریکای جنوبی ترک کردند.
ایجادِ این کلونی با موفقیت همراه نبود. زمین آن مناسب شیوه‌های کشاورزیِ آلمانی نبود، انواع بیماری در آن شیوع یافت، و آمد و شُد به کلونی با سختی و کُندی صورت می‌گرفت. برنارد فورستر که با بدهی‌هایی فزاینده روبه‌رو شده بود، ۳ ژوئن ۱۸۸۹ با مسموم کردنِ خویش دست به خودکشی زد. چهار سال بعد همسر او الیزابت کلونی را برای همیشه ترک کرد و به آلمان بازگشت. این کلونی هنوز پابرجا است و ناحیه‌ای از دپارتمان سن پدرو در پاراگوئه به‌شمار می‌رود.

## بایگانی نیچه
زوال ذهنی نیچه سال ۱۸۸۹ حادث شد و مرگ او در سال ۱۹۰۰ رخ داد. خواهر او الیزابت پس از بازگشت به آلمان در سال ۱۸۹۳ او را فردی محجور و غیرِ رشید در امور خود یافت که آثارِ منتشرشده‌اش داشت اندک‌اندک در اروپا مورد مطالعه و بحث قرار می‌گرفت. از آن زمان به بعد بود که الیزابت نقشی تعیین‌کننده در پشتیبانی از برادرش به ویژه چاپِ مجموعه از پاره‌نوشت‌های او تحت عنوان «اراده معطوف به قدرت» ایفا نمود.

## پیوستگی با حزب سوسیالیست ملی
الیزابت فورستر-نیچه که یک ملی‌گرا و یهودستیزِ آلمانی بود، در سال ۱۹۳۰ به جمعِ حامیانِ حزب سوسیالیست ملی پیوست. با روی کار آمدنِ هیتلر در سال ۱۹۳۳، بایگانیِ نیچه در عوض تلاش‌های الیزابت در مایه گذاشتنِ از وجهٔ قابل‌توجهِ نیچه برای رژیم نازی، حمایت‌های مالی و رسانه‌ای از دولتِ وقتِ آلمان دریافت کرد. الیزابت پیش از آن در شماری از آثار و نامه‌های نیچه دست بُرده بود. در مراسم تدفین الیزابت در سال ۱۹۳۵، هیتلر و جمعی از مسئولان عالی‌رتبهٔ آلمان حضور یافتند. برخی پژوهشگران با بررسی جزء به جزء زندگانی الیزابت و ازدواج کوتاه‌مدتش با برنارد فورستر و همچنین ماجراجویی‌های بعدی‌اش در کلونیِ پاراگوئه به این نتیجه رسیده‌اند که یهودستیزی‌های مقطعی او مانند بسیاری چیزهای دیگر در زندگی‌اش، تنها ابزاری مصلحت‌آمیز برای نیل به موفقیت و کسبِ وجه و جایگاهِ اجتماعی بود.

## پی‌نوشت
1. ↑  Nueva Germania
2. ↑  Kracht, C. , & D. Woodard, Five Years (هانوفر: Wehrhahn Verlag, 2011)
3. ↑  Wroe, David (19 January 2010). "'Criminal' manipulation of Nietzsche by sister to make him look anti-Semitic". The Daily Telegraph. Retrieved 2 July 2013.
4. ↑  "Nietzsche's Sister and the Will to Power: A Biography of Elisabeth Förster-Nietzsche". International Nietzsche Studies. University of Illinois Press. July 2007. Retrieved 2 July 2013.